# Victoriano Rivas Álvaro
Victoriano Rivas Álvaro, conegut futbolísticament com a Nano (nascut el 7 de juliol de 1980 a Ciudad Real), és un exfutbolista que jugava com a defensa, i actual entrenador de futbol.